# Тернстремия
Тернстремия (лат. Ternstroemia) — род цветковых растений семейства Пентафилаксовые (Pentaphylacaceae).

## Распространение
Распространен в тропических и субтропических регионах Африки, Азии, Северной и Южной Америки.

## Ботаническое описание
Вечнозелёные кустарники и деревья. Листья расположены поочередно, иногда объединены в группы. Вид обладает мужской однодомностью типа андромоноэция (androdioecious), то есть на одном растении находятся как обоеполые, так и мужские (тычиночные) цветки. Цветки одиночные или объединены в гроздь. Цветок обладает двумя прицветниками, пятью чашелистиками, пятью лепестками и множеством тычинок. В ягодоподобном плоде содержатся семена с красной мякотью поверх толстого эндосперма. Вероятно в распространении семян участвуют птицы.

## Значение и применение
Ternstroemia gymnanthera — азиатский вид, культивируемый в качестве декоративного растения.
Ternstroemia pringlei является одним из наиболее широко используемых лекарственных растений в Мексике.

## Таксономия
Ternstroemia Mutis ex L.f., Supplementum Plantarum 39, 264. 1782, nom. cons.
Род назван в честь шведского ботаника Кристофера Тэрнстрёма.

### Синонимы
- Adinandrella Exell
- Amphania Banks ex DC.
- Cyclandra Lauterb.
- Dupinia Scop.
- Erythrochiton Griff.
- Hoferia Scop.
- Llanosia Blanco
- Michoxia Vell.
- Mokof Adans.
- Mokofua Kuntze
- Reinwardtia Korth.
- Taonabo Aubl.
- Voelckeria Klotzsch & H.Karst. ex Endl.

### Виды
Род насчитывает около 90 видов.
Некоторые из них:
- Ternstroemia gymnanthera (Wight & Arn.) Bedd. — Тернстремия голоцветковая
- Ternstroemia lineata DC. [syn.  Ternstroemia pringlei (Rose) Standl.]
- Ternstroemia luquillensis Krug & Urb.
- Ternstroemia meridionalis Mutis ex L.f. typus[1]
- Ternstroemia subsessilis (Britt.) Kobuski